# Laurence Skog
Laurence Edgar Skog (Duluth (Minnesota), 9 april 1943) is een Amerikaanse botanicus.
In 1965 behaalde hij zijn B.A. in de botanie aan de University of Minnesota. In 1968 behaalde hij zijn M.Sc. in de botanie aan de University of Connecticut. In 1968 en 1969 studeerde hij in Europa, onder andere bij de Royal Botanic Garden Edinburgh. In 1972 behaalde hij een Ph.D. in de plantentaxonomie aan de Cornell University met het proefschrift A study of the tribe Gesneriae and a revision of part of Gesneria L. (Gesneriaceae-Gesnerioideae).
In 1972 en 1973 had Skog een tijdelijke aanstelling bij de afdeling botanie van het National Museum of Natural History (Smithsonian Institution). In 1973 werkte hij op contractbasis voor het United States Department of Agriculture, waarbij hij de namen moest checken van planten die werden onderzocht in verband met mogelijke antitumor-eigenschappen. Nog hetzelfde jaar bood het Smithsonian Institution hem een permanente positie als conservator aan.
Skog richt zich op onderzoek naar tropische planten en dan met name naar de taxonomie en floristiek van neotropische leden van de familie Gesneriaceae. Hij werkt onder meer samen met Christian Feuillet. Skog heeft veldwerk verricht in diverse gebieden, waaronder India, Australië, Nieuw-Zeeland, China en Centraal- en Zuid-Amerika. Hij is lid van verschillende wetenschappelijke organisaties, waaronder de American Society of Plant Taxonomists, de Botanical Society of America, The Gesneriad Society, de International Association for Plant Taxonomy, de Linnean Society of London, de Association for Tropical Biology, de Organization for Flora Neotropica, de Botanical Society of Washington en de Washington Biologists' Field Club.
Skog is (mede)auteur van meer dan 190 botanische namen, waaronder Pearcea intermedia. Hij heeft artikels op zijn naam in wetenschappelijke tijdschriften als Annals of the Missouri Botanical Garden, Brittonia, Nordic Journal of Botany en Novon. Sinds 2003 is hij met pensioen. Hij blijft als honorair onderzoeksmedewerker aan het Smithsonian Institution verbonden.